# サクラメント・リバーキャッツ

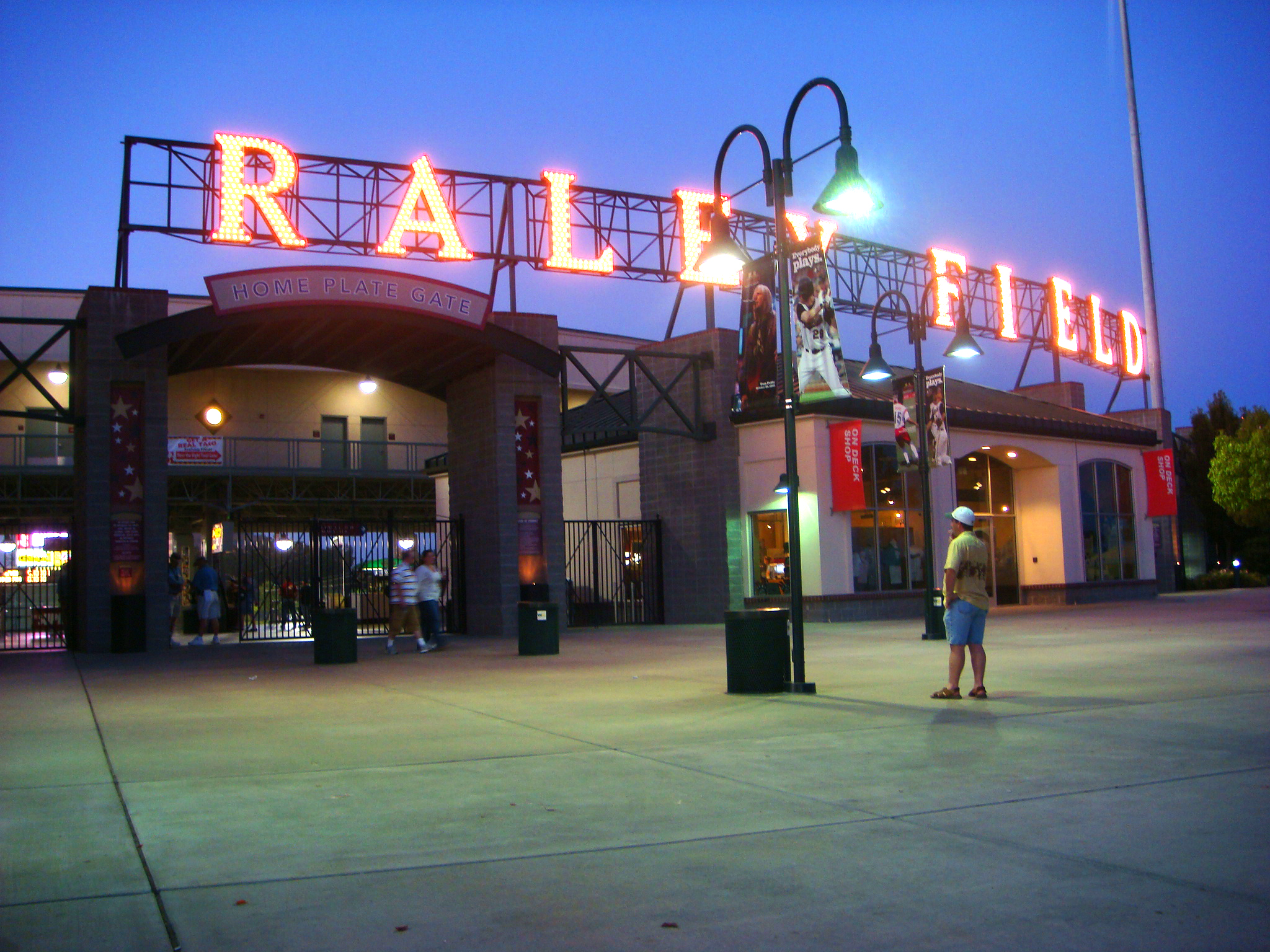
サクラメント・リバーキャッツの本拠地、ラリー・フィールド

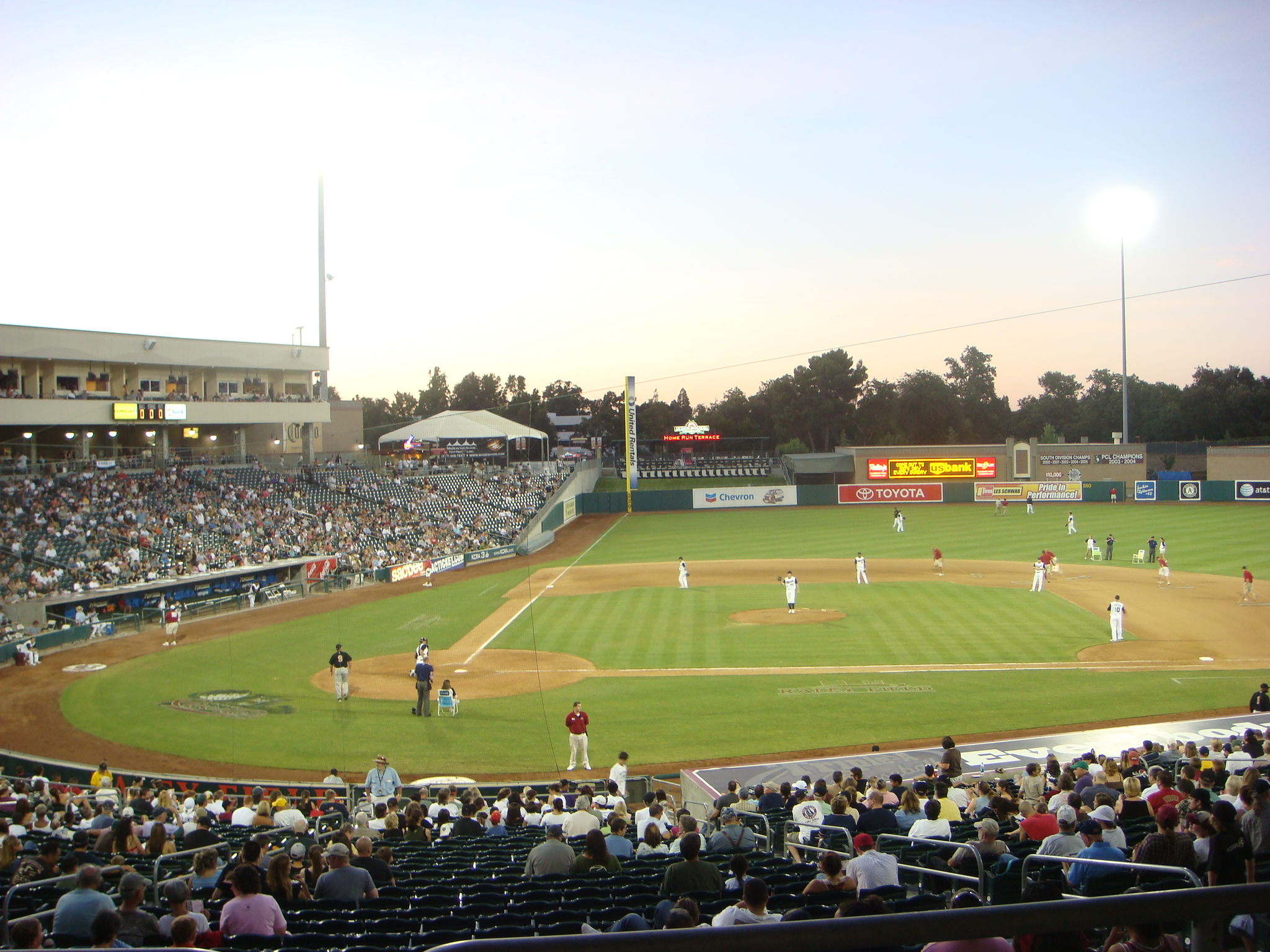
ラリー・フィールドでの試合風景

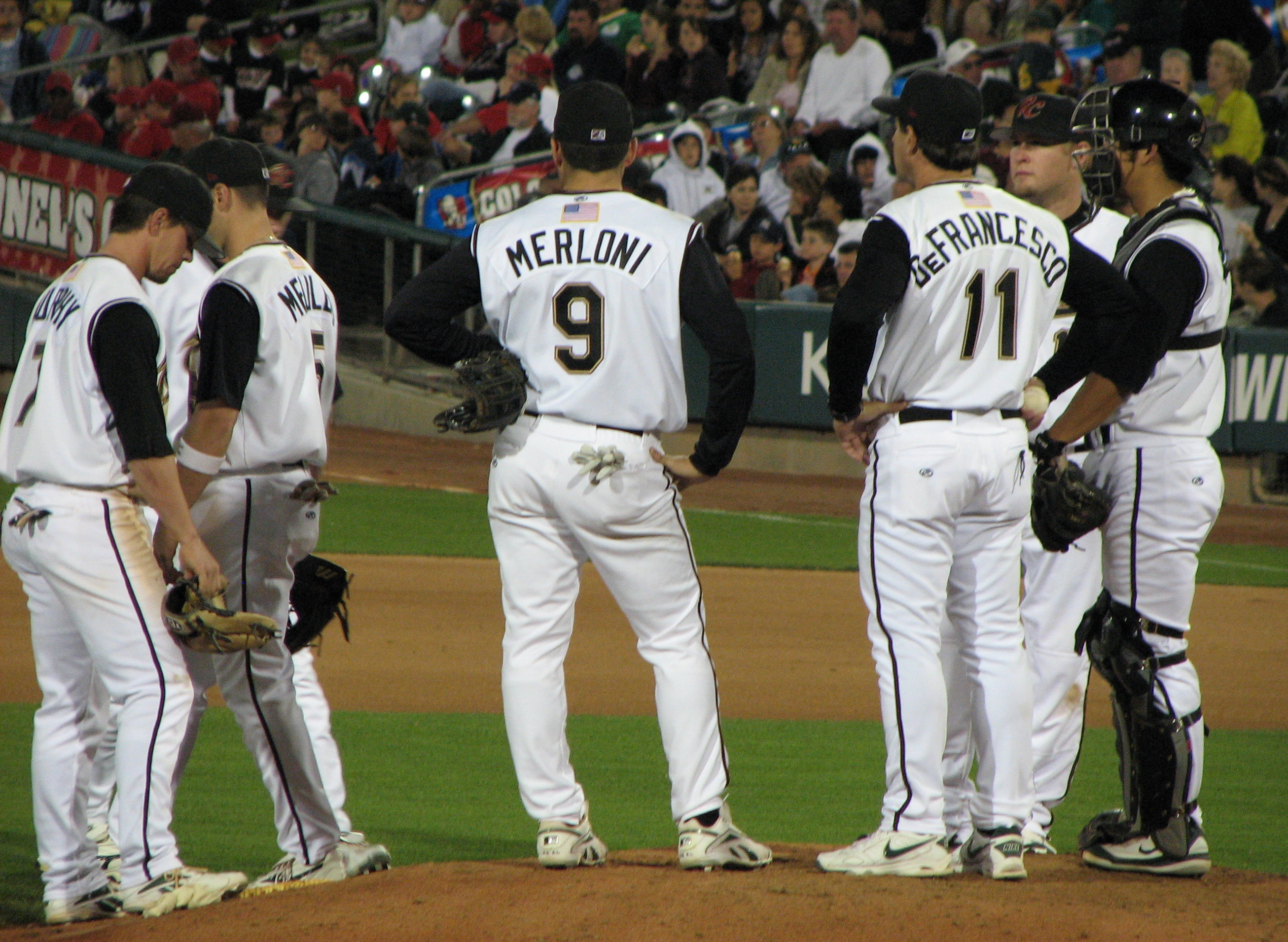
リバーキャッツの選手（2007年）

サクラメント・リバーキャッツ （英語: Sacramento River Cats, 略称: SAC）は、アメリカ合衆国カリフォルニア州ウェストサクラメントに本拠地を置くマイナーリーグの野球チーム。メジャーリーグのサンフランシスコ・ジャイアンツ傘下AAA級チームで、パシフィックコーストリーグ西地区に所属している。
1978年に創設され、1999年まで「バンクーバー・カナディアンズ」というチーム名で、カナダのバンクーバーにあるナット・ベイリー・スタジアムを本拠地にしていた。トリプルAのワールドシリーズ優勝した1999年のシーズン後に売却され、サクラメントに本拠地を移した。
サクラメントには以前に、パシフィックコーストリーグの創設メンバーの1つであり1976年まで活動したサクラメント・ソロンズというチームがあった。

## 球団の歴史

### 創設とバンクーバー時代
1978年、カナダのバンクーバーを本拠地とする「バンクーバー・カナディアンズ」が創設され、パシフィックコーストリーグに加盟。
2000年にカリフォルニア州ヨロ郡ウェストサクラメントへ移転し、「サクラメント・リバーキャッツ」へ改名した。

### ジャイアンツ傘下時代
2014年限りで15年間続いたオークランド・アスレチックスとの提携を解消し、9月18日にサンフランシスコ・ジャイアンツと2年契約を結んだ。
2024年4月にオークランド・アスレチックスが2025年シーズンにサクラメントに移転し、サッター・ヘルス・パークでホームゲームを行うことが発表された。暫定的に、アスレチックスがプレーしていない日はサッター・ヘルス・パークでプレーすることとなった。

## 観客動員
サクラメント・リバーキャッツはラリー・フィールドでの試合で、本拠地を移動した2000年から2007年まで毎年、マイナーリーグ最多の観客を動員している。2007年のレギュラーシーズンの観客動員は、1試合平均は約1万人で全試合では71万235人だった。

## 選手名鑑

### 現役選手
| 投手 - 31 タイ・ブラッチ (Ty Blach) - 50 クレイトン・ブラックバーン (Clayton Blackburn) - 32 ブレット・ボウチー (Brett Bochy)* - 22 マイク・ブロードウェイ (Mike Broadway)* - 21 ジェイク・ダニング (Jake Dunning)*** - 25 オースティン・フリート (Austin Fleet)*** - 38 コーリー・ギアリン (Cory Gearrin)* - 34 コディ・ホール (Cody Hall)* - 41 トミー・ハンソン (Tommy Hanson) - 16 スティーブン・オカート (Steven Okert) - 46 カーティス・パーチ (Curtis Partch) - 39 クレイ・ラパダ (Clay Rapada) - 53 ジャック・スノッドグラス (Jack Snodgrass) - 33 クリス・ストラットン (Chris Stratton) - 18 ニク・ターリー (Nik Turley) | 投手 - 31 タイ・ブラッチ (Ty Blach) - 50 クレイトン・ブラックバーン (Clayton Blackburn) - 32 ブレット・ボウチー (Brett Bochy)* - 22 マイク・ブロードウェイ (Mike Broadway)* - 21 ジェイク・ダニング (Jake Dunning)*** - 25 オースティン・フリート (Austin Fleet)*** - 38 コーリー・ギアリン (Cory Gearrin)* - 34 コディ・ホール (Cody Hall)* - 41 トミー・ハンソン (Tommy Hanson) - 16 スティーブン・オカート (Steven Okert) - 46 カーティス・パーチ (Curtis Partch) - 39 クレイ・ラパダ (Clay Rapada) - 53 ジャック・スノッドグラス (Jack Snodgrass) - 33 クリス・ストラットン (Chris Stratton) - 18 ニク・ターリー (Nik Turley) | 捕手 - 12 トレバー・ブラウン (Trevor Brown)* - 6 ギレルモ・キロス (Guillermo Quiroz) - 35 ヘクター・サンチェス (Hector Sanchez)*** 内野手 - 5 ロニー・セデーニョ (Ronny Cedeno) - 17 ケビン・フランドセン (Kevin Frandsen) - 9 ブランドン・ヒックス (Brandon Hicks)*** - 49 スカイラー・ストロズモー (Skyler Stromsmoe)** - 21 ケルビー・トムリンソン (Kelby Tomlinson) - 8 カルロス・トリンフェル (Carlos Triunfel) 外野手 - 10 ゼイビア・エイブリー (Xavier Avery) - 14 ダレン・フォード (Darren Ford) - -- ライアン・ロリス (Ryan Lollis) - 47 ジャレット・パーカー (Jarrett Parker)* - 10 マック・ウィリアムソン (Mac Williamson)* | 捕手 - 12 トレバー・ブラウン (Trevor Brown)* - 6 ギレルモ・キロス (Guillermo Quiroz) - 35 ヘクター・サンチェス (Hector Sanchez)*** 内野手 - 5 ロニー・セデーニョ (Ronny Cedeno) - 17 ケビン・フランドセン (Kevin Frandsen) - 9 ブランドン・ヒックス (Brandon Hicks)*** - 49 スカイラー・ストロズモー (Skyler Stromsmoe)** - 21 ケルビー・トムリンソン (Kelby Tomlinson) - 8 カルロス・トリンフェル (Carlos Triunfel) 外野手 - 10 ゼイビア・エイブリー (Xavier Avery) - 14 ダレン・フォード (Darren Ford) - -- ライアン・ロリス (Ryan Lollis) - 47 ジャレット・パーカー (Jarrett Parker)* - 10 マック・ウィリアムソン (Mac Williamson)* |
| * 40人ロースター ** 制限選手 *** 故障者リスト 2015年9月17日更新 [公式サイト(英語)より：ロースター 選手の移籍・故障情報] | | | |

内野手 25 筒香嘉智

### 過去の主な所属選手
- マーク・ベルホーン
- フランク・メネキーノ
- テレンス・ロング
- マーク・マルダー
- バリー・ジト
- ルイス・ビスカイーノ
- ホセ・オーティズ
- エリック・バーンズ
- エリック・ヒンスキー
- ジャスティン・デュークシャー
- カルロス・ペーニャ
- マーク・エリス
- アーロン・ハラング
- ライアン・ラドウィック
- エステバン・ヘルマン
- ジェイソン・グラボースキー
- リッチ・ハーデン
- チャド・ゴダーン
- ボビー・クロスビー
- ジョー・ブラントン
- ニック・スウィッシャー
- ヒューストン・ストリート
- ダン・ジョンソン
- マーク・ティーエン
- フレディ・バイナム
- 多田野数人
- ジェレミー・ブラウン
- ジャック・カスト
- ルー・メローニ
- カート・スズキ
- ジャック・ハナハン
- ブラッド・ジーグラー
- タイソン・ロス
- クリス・カーター
- ボビー・クレイマー
- ジェマイル・ウィークス
- マイケル・テイラー
- ダン・ストレイリー
- グラント・グリーン
- 中島裕之
- 岡島秀樹
- 山口俊